# Four Corners, Texas
Four Corners là một nơi ấn định cho điều tra dân số (CDP) thuộc quận Fort Bend, tiểu bang Texas, Hoa Kỳ. Năm 2010, dân số của nơi này là 12382 người.

## Dân số
- Dân số năm 2000: 2954 người.
- Dân số năm 2010: 12382 người.